# Brusinia profunda
Brusinia profunda is een krabbensoort uit de familie van de Brusiniidae. De wetenschappelijke naam van de soort is voor het eerst geldig gepubliceerd in 1996 door Moosa.